# 김영순 (무용가)
김영순(1937년 7월 4일 ~ 현재)은 중국 선양 출신이자, 본관은 경북 안동이며, 조선 최고의 무용가 였었던 최승희의 마지막 남은 직계제자이다.
일제강점기 당시, 가족들과 중국 북경에서 잠시 살다가 조국해방 이후, 친 오빠를 따라 북한으로 가게 되었다.
친 오빠는 조선의용대에서 활약하였으며, 북한 김일성과 함께 인민군 창립맴버 겸 참모장으로서 6*25당시, 낙동간 전선에서 국군에 의해 총을 맞고 사망하였으며, 이후, 조선민주주의인민공화국의 영웅집안으로 옥류관 옆 아파트에서 살았으며, 조선민주주의 인민공화국 협주단 무용배우로 활동을 하였다.
김영순은 젊은 시절 대동강을 걷다보면, 최승희 무용연구소가 보여서 최승희 선생에게 무용을 배우는것을 원했으며, 성인이 된 이후 20대 때 평양예술종합학교에서 최승희 선생을 학부장과 제자관계로 만나 인연이 되어 최승희 선생에게 발레, 무용 등을 배웠었으며 이후 조선민주주의 인민공화국 협주단 무용배우로 활동을 하였다고 했다. 최승희 선생은 현재 무용과는 달리, 기본기가 완벽하게 안되어있다면 작품을 절대로 먼저 가르키지 않을 정도로 조금만 틀려도 허벅지를 꼬집으면서 까지 제자육성에 엄격한 무용가였다고 말했다.
김영순은  최승희 선생은 남편인 안막선생이 갑작스럽게 실종된 이후, 탈북을 시도하였지만 북한 인민군에게 잡혀 밤나무에 총살당하여서, 너무나 아까운 예술인 죽었고 슬픈 일이었다고 말했다. 그리고 6*25이전 당시, 남쪽(현. 대한민국)에서 북쪽(현. 북한)으로 온 유명 예술인들 또한 처형당하여서 너무나 슬픈일이었었다고 말하였다. 이 때 유명 예술인 중 대표적인 예술인은 가야금 명인 최옥삼 선생이다. 최옥삼 선생은 최승희 선생의 악단장이었다.
김영순은 이후, 협주단 무용배우를 그만두고 결혼을 한 후 김일성으로부터 고위급들만 출입하는 여행자 상점의 상업부장으로 임명받아 맡았으며, 만경대 칠골할머니(김일성 가족)와 김성애(김일성 부인)와 함께 친근한 관계였으며, 특히 김일성의 가족인 만경대 칠골할머니와 함께 북한에서 최초로 여성스타킹을 개발 판매하였고, 젊은 시절의 김정일과 김경희 또한 자주 여행자 상점에 놀러와 반기기도 하였다고 말했다.
부유하게 평양에서 영웅집안으로 살고 있었지만, 자신의 단짝 친구였었던 성혜림이 김정일과 좋아한다는 사실을 아는것과 친하다는 이유로 요덕수용소로 온가족들이 끌려가게 됨으로서 이때 이후로 비극의 시작이 되었다. 김영순은 <요덕스토리> 의 실제주인공 이기도 하다.
김영순은 요덕수용소내에서 서로 알고 지내고, 원래도 알고 지냈던 국내 최민수 배우의 외할아버지인 강홍식 선생 또한 수용소에서 같이 지내다가 돌아가셨다고 말하였다.
요덕수용소에서 어머니와 아버지를 잃고 직접 가마떼기를 만들어 감싸서 눈물을 흘리며, 묻었었고 몇년뒤 수용소에서 나왔다고 하였다.
다행히 아는 중앙노동당 간부를 통해 나왔지만, 중국접경지역에서 가난하게 살다가 남편또한 실종이 되고, 아들 2명은 총살당하고 딸 1명은 가슴으로 울며 어쩔수 없이 입양을 보내 지금은 어디에서 잘살고 있는지도 모른다고 말하였다.
2000년대 초반, 김영순은 탈북을 하였고 마지막 하나 남은 아들 또한 나중에 탈북을 하였지만, 북한 인민군에게 심문을 받던 중 심하게 고문을 당하여서 지금은 중증장애인이 되었다.
김영순은 젊은 시절을 생각해보면, 지금은 거의 꿈만 같은 일들을 경험했다고 말하였다. 김구 선생과 여운형 선생 등 다양한 분들을 만나기도 했었고, 특히 김구 선생과 어릴때 기회가 생겨 만나 악수를 하였지만, 김구선생의 손은 아직까지도 보통 크기의 손보다 컸는것이 기억이 난다고 말했다.
좋은 기억 또한 있지만 북한에서 비극의 삶을 산 이후에는, 북한의 지금도 힘들게 살고 있는 민족을 위해 인권운동을 결심하여서 다양한 세계 각국에서 북한의 실태를 알리며 인권운동에 앞장 서기도 하였다.
김영순은 자신이 이제는 나이도 많고 하여서, 내가 할수 있는일이라면 뭐든지 하고 싶고, 특히 북한인권 문제를 알리며 세계인들과 함께 한반도가 평화통일 되길 바라는것과 자신이 무용가로서 특히, 최승희 선생의 직계제자로서 대한민국에서 최승희 무용을 알리다가 언젠가는 천국으로 가고 싶다라는 말을 밝힌바 있다.

## 학  력
- 북한 평양 예술종합학교 무용학부 졸업 (1기)
- 제2인민학교 (교장: 문무현) 졸업

## 경  력
- 최승희 무용교육원 원장
- 한국전통문화예술협회 고문
- 북한 민주화위원회 부위원장
- 북한 전략센터 이사
- 정치범 수용소 생존자 포럼 대표
- 前한국예술종합학교 무용원 특별강사
- 前조선민주주의인민공화국 협주단 무용배우
- 前조선민주주의인민공화국 여행자 상점 상업부장

## 수상이력
- 한국전통문화예술협회 이사장 감사장 (2023)

## 서적
- 자전수기 - 나는 성혜림의 친구였다